# وقواق رمادي الرأس

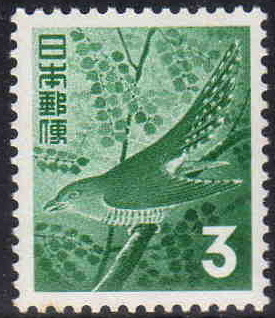
الوقواق رمادي الرأس على طابع بريدي من اليابان عام 1954

وقواق رمادي الرأس (الاسم العلمي: Cuculus poliocephalus) (بالإنجليزية: Lesser Cuckoo)‏ هو نوع من الطيور يتبع جنس الوقواق من فصيلة طيور الوقواق.